# セイモア・ダンカン
セイモア・ダンカン（Seymour Duncan）は、ギター用ピックアップのメーカー。また、創業者の名前 (Seymour W. Duncan)。1978年にカリフォルニア州のサンタバーバラにて創業。ビル・ローレンス、ディマジオなどと並び、リプレイスメント・ピックアップメーカーのさきがけである。

## 歴史

### ダンカン社創業以前
もともとセイモア・ダンカンは個人的にピックアップの作製や改造、修理を行っていたが、フェンダーのサービスセンターに勤務していたこともあり、その時代にジェフ・ベックがアルバム『ブロウ・バイ・ブロウ』で使用した、通称「テレギブ」を改造製作した。
載せられた二基のハムバッキングは、ギブソン社製のPAFと呼ばれる貴重なピックアップをリワイヤリングした物であり、後のセイモア・ダンカン社の看板製品の「JB」に繋がっていったとされる。またこの時、ベックがヤードバーズ時代に使用したエスクワイヤーとテレギブを交換で手に入れており、今もダンカンの手元にはその当時の姿のままの保管されているという。

### 創業後
セイモア・ダンカン社創業後の最初の製品はテレキャスター用のブラス製ブリッジユニットだったようである。
1980年代中頃から自らの名前を冠したSeymour Duncanブランドのギターの製作販売を企画。日本でのピックアップの輸入代理店を行なっていた優美音響に製作販売を委託。1990年代に優美音響が倒産すると、輸入代理業務および製作販売の委託先をESPに変更。楽器の方は日本国内での販売がほとんどだったようであるが、現在もピックアップは世界的に人気が高い。

## 製品
同社は特定の音楽ジャンルに拘泥せず、柔軟な製品開発を行っている。ギター用のリプレイスメント・ピックアップでは、本稿前出の「SH-4 JB Model」の他、1958年から60年の間のレスポールに搭載されていたPAFピックアップを再現した「SH-1 The’59 Model」、エドワード・ヴァン・ヘイレンのために開発されたとされる「Evenly Voiced Harmonics」、ダイムバッグ・ダレルのために開発した「SH-13 Dimebucker」、フェンダー社のストラトキャスターやテレキャスターに容易に装着できるシングルコイルサイズ・ハムバッキング・ピックアップの「SHR-1 Hot Rails」、往年の使い古されたヴィンテージピックアップの音・風合・質感を再現した「ANTIQUITY」シリーズなどが有名である。ジャズマスターやジャガー、さらにダンエレクトロ等の他社があまり注目しないモデルであるギター用のピックアップの製作も数多く手掛け、ユーザーからの要望にきめ細かく応えている。
また同社はミュージシャンらの意見を広範に取り入れた製品開発が特徴であり、多くの有名プレーヤーとのピックアップ開発及び提供のエンドースメント契約を交わしている。
また米国や日本にセイモア・ダンカンのカスタムショップが存在し、そこで自分だけのオリジナルピックアップをオーダーすることが可能で、ここで製作された品が後に製品化された例も数多くある（ジョージ・リンチモデルである「スクリーミン・デーモン」など）。
近年ではエフェクターの開発製造やアクティブ・ピックアップ、7弦ギター用ピックアップも多数手掛けていて、今後の発展に期待が持てる。

## 使用する主なミュージシャン
- アラン・ホールズワース(現在は契約していない)
- イングヴェイ・マルムスティーン
- シニスター・ゲイツ
- ジェフ・ベック
- スラッシュ
- ビリー・ジョー・アームストロング
- デイヴ・ムステイン
- ポール・スタンレー
- ランディ・ローズ
- 高崎晃